# Lương Tử Tuấn
Lương Tử Tuấn (tiếng Trung: 梁子駿; Việt bính: loeng4 zi2 zeon3, tiếng Anh: Leung Tsz Chun; sinh ngày 19 tháng 5 năm 1985 ở Hồng Kông) là một cầu thủ bóng đá Hồng Kông hiện tại thi đấu cho câu lạc bộ tại Giải bóng đá ngoại hạng Hồng Kông Southern District. Anh có thể chơi ở vị trí tiền đạo hoặc tiền vệ chạy cánh phải.

## Danh hiệu
With Eastern
- Hồng Kông Senior Shield: 2007–08

## Thống kê sự nghiệp

### Sự nghiệp câu lạc bộ
Tính đến 11 tháng 9 năm 2009
| Câu lạc bộ  | Mùa giải | Giải vô địch | Giải vô địch | Senior Shield | Senior Shield | Cúp Liên đoàn | Cúp Liên đoàn | Cúp FA  | Cúp FA    | Cúp AFC | Cúp AFC   | Tổng    | Tổng      |
| Câu lạc bộ  | Mùa giải | Số trận      | Bàn thắng    | Số trận       | Bàn thắng     | Số trận       | Bàn thắng     | Số trận | Bàn thắng | Số trận | Bàn thắng | Số trận | Bàn thắng |
| ----------- | -------- | ------------ | ------------ | ------------- | ------------- | ------------- | ------------- | ------- | --------- | ------- | --------- | ------- | --------- |
| TSW Pegasus | 2009–10  | 1 (4)        | 1            | 0 (0)         | 0             | 0 (0)         | 0             | 0 (0)   | 0         | N/A     | N/A       | 1 (4)   | 1         |
| TSW Pegasus | Tổng     | 1 (4)        | 1            | 0 (0)         | 0             | 0 (0)         | 0             | 0 (0)   | 0         | N/A     | N/A       | 1 (4)   | 1         |

### Sự nghiệp quốc tế
Tính đến 18 tháng 8 năm 2012
| # | Ngày                | Địa điểm                                     | Đối thủ    | Kết quả | Ghi bàn | Giải đấu                          |
| - | ------------------- | -------------------------------------------- | ---------- | ------- | ------- | --------------------------------- |
| 1 | 6 tháng 1 năm 2010  | Sân vận động Quốc gia, Madinat 'Isa, Bahrain | Bahrain    | 0–4     | 0       | Vòng loại Cúp bóng đá châu Á 2011 |
| 2 | 14 tháng 2 năm 2010 | Sân vận động Olympic, Tokyo, Nhật Bản        | Trung Quốc | 0–2     | 0       | Cúp bóng đá Đông Á 2010           |
| 3 | 1 tháng 6 năm 2012  | Sân vận động Hồng Kông, Hồng Kông            | Singapore  | 1–0     | 0       | Giao hữu                          |
| 4 | 10 tháng 6 năm 2012 | Sân vận động Mong Kok, Hồng Kông             | Việt Nam   | 1–2     | 0       | Giao hữu                          |
| 5 | 15 tháng 8 năm 2012 | Sân vận động Jurong West, Singapore          | Singapore  | 0–2     | 0       | Giao hữu                          |

### Sự nghiệp U-23 quốc tế
Tính đến 18 tháng 4 năm 2007
| # | Ngày                | Địa điểm                                 | Đối thủ    | Kết quả | Bàn thắng | Giải đấu                          |
| - | ------------------- | ---------------------------------------- | ---------- | ------- | --------- | --------------------------------- |
| 1 | 7 tháng 2 năm 2007  | Sân vận động Quốc gia, Dhaka, Bangladesh | Bangladesh | 3–0     | 0         | Vòng loại Thế vận hội Mùa hè 2008 |
| 2 | 14 tháng 2 năm 2007 | Sân vận động Hồng Kông, Hồng Kông        | Bangladesh | 0–1     | 0         | Vòng loại Thế vận hội Mùa hè 2008 |
| 3 | 28 tháng 2 năm 2007 | Sân vận động Olympic, Tokyo, Nhật Bản    | Nhật Bản   | 0–3     | 0         | Vòng loại Thế vận hội Mùa hè 2008 |
| 4 | 14 tháng 3 năm 2007 | Sân vận động Hồng Kông, Hồng Kông        | Syria      | 0–2     | 0         | Vòng loại Thế vận hội Mùa hè 2008 |
| 5 | 28 tháng 3 năm 2007 | Sân vận động Mong Kok, Hồng Kông         | Malaysia   | 0–1     | 0         | Vòng loại Thế vận hội Mùa hè 2008 |
| 6 | 18 tháng 4 năm 2007 | Kuala Lumpur, Malaysia                   | Malaysia   | 0–1     | 0         | Vòng loại Thế vận hội Mùa hè 2008 |